# 瑪麗·哈夫
瑪麗·伊麗莎白·哈夫（1981年6月15日—），是美國國務院的战略沟通资深顾问與前任副發言人，以及前任的中央情报局發言人。她曾於2012年美國總統大選時，在歐巴馬的競選團隊中工作。

## 早年生活
她是Jane Ax Harf of Granville, Ohio和James E. Harf of St. Louis.的女兒。她在格蘭維爾長大，1999年畢業於格蘭維爾高中（Granville High School）。之後，她就讀於印第安那大學伯明頓分校，取得政治學學士學位；並於弗吉尼亚大学取得外交事務碩士學位。

## 職業生涯
她的職業生涯起始於擔任中情局的情報分析員，主要著重在中東問題方面，之後她成為了中情局的媒體發言人。
2012年美國總統大選期間，她成為總統歐巴馬競選時的團隊一員，負責協助國家與通信安全對策的政見規劃，兼任選戰時的國安問題發言人。
2013年6月，她被任命為美國國務院的副發言人，擔任珍·莎琪的副手。
2015年6月1日，她正式晉升為美國國務卿约翰·克里的战略沟通资深顾问（Senior Advisor for Strategic Communications）。
2017年1月後，哈夫在福斯新聞頻道擔任政治評論員。

### 失言風波
2015年2月，她在一個美國脫口秀節目『Hardball with Chris Matthews』受訪時稱，消滅伊斯蘭國的辦法就是幫他們（恐怖份子）找工作，因為那裏的窮人太多了。此一說法立刻招致批評。

## 家庭
她在2012年4月14日，與約書亞·盧卡斯（Joshua Lucas）結婚
。

## 外部連結
- 瑪麗·哈夫的X（前Twitter） （英文）
- C-SPAN內的頁面（英文）